# Laguna Ojos de Villaverde
Laguna Ojos de Villaverde är en sjö i Spanien.   Den ligger i provinsen Provincia de Albacete och regionen Kastilien-La Mancha, i den centrala delen av landet, 210 km sydost om huvudstaden Madrid. Laguna Ojos de Villaverde ligger 919 meter över havet.  Omgivningarna runt Laguna Ojos de Villaverde är i huvudsak ett öppet busklandskap.